# Reithrodontomys raviventris
Reithrodontomys raviventris là một loài động vật có vú trong họ Cricetidae, bộ Gặm nhấm. Loài này được Dixon mô tả năm 1908.

## Hình ảnh

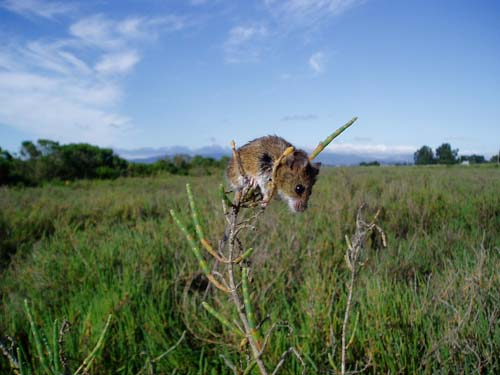
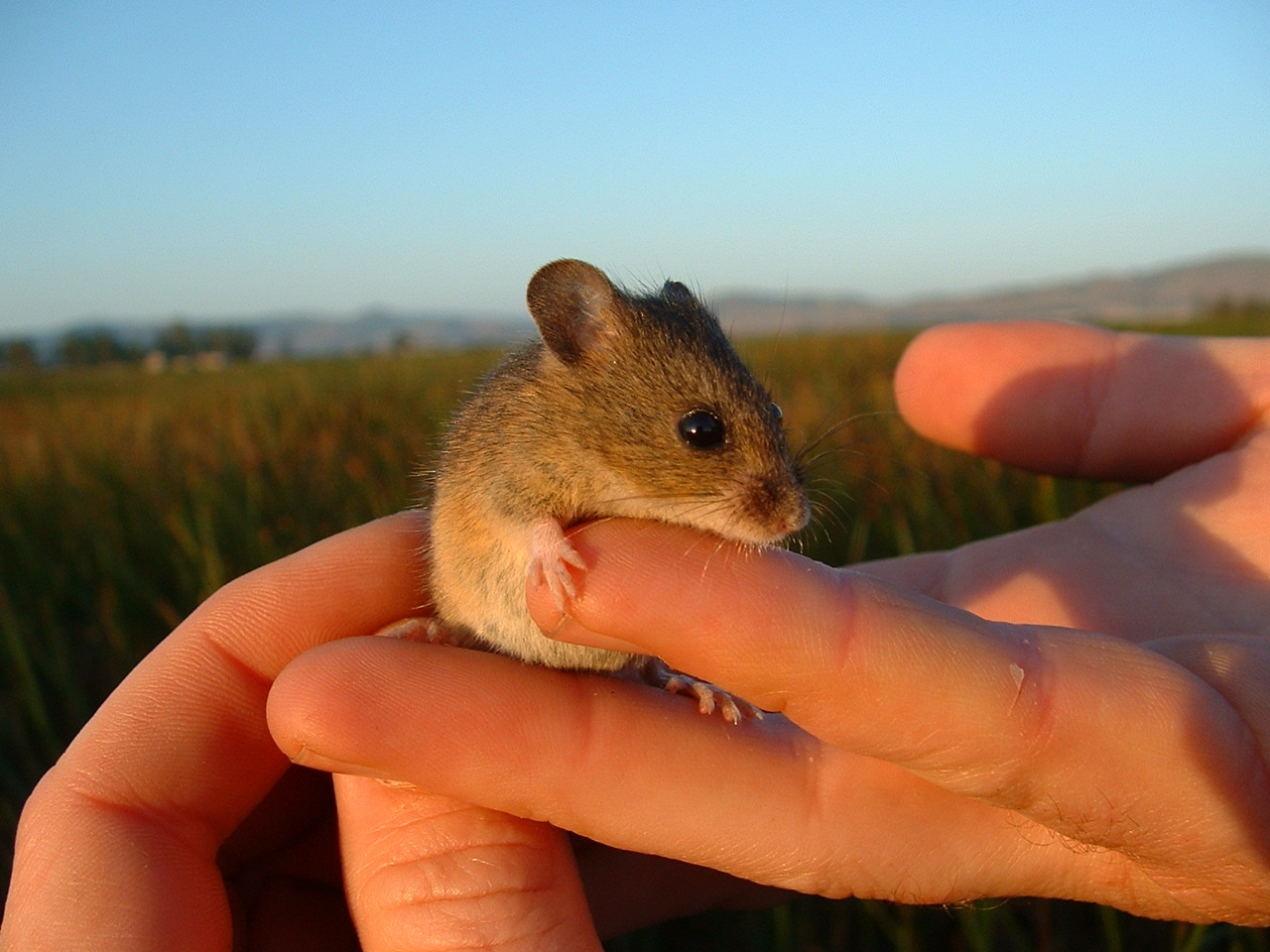